# Glandularia quadrangulata
Glandularia quadrangulata är en verbenaväxtart som först beskrevs av Amos Arthur Heller, och fick sitt nu gällande namn av Ray E. Umber. Glandularia quadrangulata ingår i släktet Glandularia och familjen verbenaväxter. Utöver nominatformen finns också underarten G. q. albida.